# Malena Ernman
Sara Magdalena (Malena) Ernman (Uppsala, 4 november 1970) is een Zweedse operazangeres (mezzosopraan) en milieu-activiste. Ze was de Zweedse inzending op het Eurovisiesongfestival 2009.

## Zangcarrière
Ernman is een veelzijdige zangeres. Behalve opera en operette zingt ze ook veel chansons, cabaret en jazz. Tevens verscheen ze in vele musicals. In 2011 ontving ze de Zweedse koninklijke onderscheiding "Litteris et Artibus".

### Eurovisiesongfestival
Ernman deed voor Zweden mee aan het Eurovisiesongfestival 2009 in Moskou met het nummer La Voix (deels Engels en deels Frans). In de eerste halve finale werd ze vierde van de 18 deelnemers. In de finale werd ze met 33 punten 21e van de 25 finalisten.

### Singles
| Single met hitnotering(en) in de Vlaamse Ultratop 50 | Datum van verschijnen | Datum van binnenkomst | Hoogste positie | Aantal weken | Opmerkingen |
| ---------------------------------------------------- | --------------------- | --------------------- | --------------- | ------------ | ----------- |
| La voix                                              | 2009                  | 23-05-2009            | tip29*          |              |             |

## Albums
- La Voix du Nord (2009)

## Milieuactivisme
Malena Ernman ontving in 2017 van WWF Zweden de prijs van "milieuheld". Zij is de moeder van milieuactiviste Greta Thunberg. 
In 2018 schreef Malena Ernman, samen met haar echtgenoot Thunberg en haar dochter Greta, het boek Scener ur hjärtat (Scenes uit het hart, Ons leven voor het klimaat) over haar gezin, de klimaatcrisis en duurzaamheid.

## Publicatie
- Scener ur hjärtat (Scenes uit het hart, Ons leven voor het klimaat), 2018, Polaris - met  Svante Thunberg, Greta Thunberg en Beata Ernman.

- Bibsys: 4104761
- Bibliothèque nationale de France: cb14658860s (data)
- Catàleg d'autoritats de noms i títols de Catalunya: 981058616775906706
- CiNii: DA15483870
- Gemeinsame Normdatei: 13541928X
- International Standard Name Identifier: 0000 0000 8014 7387
- Library of Congress Control Number: no96056431
- MusicBrainz: bcfa2a05-90f6-469a-b25d-b485838f1401
- Bibliotheek van het Japanse parlement: 001333464
- Nationale Bibliotheek van Tsjechië: xx0067538
- Nationale Bibliotheek van Israël: 987007452234505171
- Nationale Bibliotheek van Polen: a0000002879667
- Nationale en Universitaire bibliotheek Zagreb: 000480087
- Nederlandse Thesaurus van Auteursnamen: 422992992
- LIBRIS: 298047
- Système universitaire de documentation: 156280957
- Virtual International Authority File: 272739
- WorldCat: E39PBJktw7hHjfWCwY9GhfHjYP

1958: Alice Babs · 
1959: Brita Borg · 
1960: Siw Malmkvist · 
1961: Lill-Babs · 
1962: Inger Berggren · 
1963: Monica Zetterlund · 
1965: Ingvar Wixell · 
1966: Lill Lindfors & Svante Thuresson · 
1967: Östen Warnerbring · 
1968: Claes-Göran Hederström · 
1969: Tommy Körberg · 
1971: Family Four · 
1972: Family Four · 
1973: Nova · 
1974: ABBA · 
1975: Lasse Berghagen · 
1977: Forbes · 
1978: Björn Skifs · 
1979: Ted Gärdestad · 
1980: Tomas Ledin · 
1981: Björn Skifs · 
1982: Chips · 
1983: Carola · 
1984: Herreys · 
1985: Kikki Danielsson · 
1986: Lasse Holm & Monica Törnell · 
1987: Lotta Engberg · 
1988: Tommy Körberg · 
1989: Tommy Nilsson · 
1990: Edin-Ådahl · 
1991: Carola · 
1992: Christer Björkman · 
1993: Arvingarna · 
1994: Marie Bergman & Roger Pontare · 
1995: Jan Johansen · 
1996: One More Time · 
1997: Blond · 
1998: Jill Johnson · 
1999: Charlotte Nilsson · 
2000: Roger Pontare · 
2001: Friends · 
2002: Afro-Dite · 
2003: Fame · 
2004: Lena Philipsson · 
2005: Martin Stenmarck · 
2006: Carola · 
2007: The Ark · 
2008: Charlotte Perrelli · 
2009: Malena Ernman · 
2010: Anna Bergendahl · 
2011: Eric Saade · 
2012: Loreen · 
2013: Robin Stjernberg · 
2014: Sanna Nielsen · 
2015: Måns Zelmerlöw · 
2016: Frans · 
2017: Robin Bengtsson · 
2018: Benjamin Ingrosso · 
2019: John Lundvik · 
2021: Tusse · 
2022: Cornelia Jakobs · 
2023: Loreen · 
2024: Marcus & Martinus · 
2025: KAJ